# 庫巴赫河
52°40′55″N 8°44′59″E / 52.682047°N 8.7496232°E

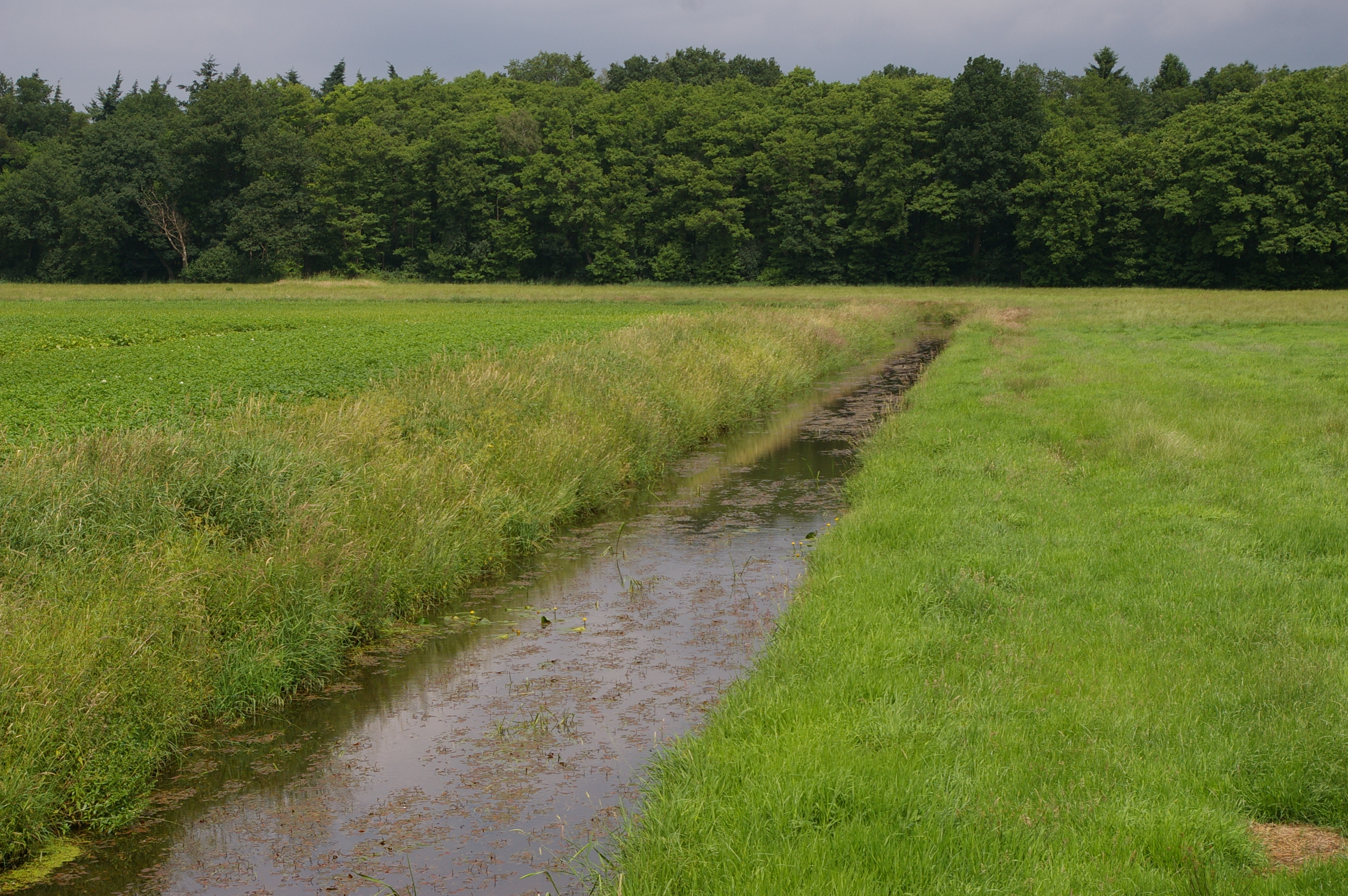

庫巴赫河（德語：Kuhbach），是德國的河流，位於該國西北部，由下薩克森州負責管轄，屬於小奧厄河的支流，河道全長17公里，流域面積59平方公里，河口處在蘇林根附近。